# 韦利日奇农村居民点
韦利日奇农村居民点（俄语：Вельжичское сельское поселение）是俄罗斯联邦布良斯克州姆格林区所属的一个农村居民点。其下辖有8个居民点，行政中心为韦利日奇。据2015年统计，该农村居民点的人口为734人。